# Morgan Robertson
Morgan Robertson (Oswego, Nueva York; 30 de septiembre de 1861 - Atlantic City, Nueva Jersey; 24 de marzo de 1915) fue un oficial estadounidense de la marina mercante, además de escritor de historias cortas y novelas. También fue el posible inventor del periscopio. 
Es mayormente conocido por su novela Futility, or the Wreck of the Titan, la cual fue publicada en 1898 y se asemeja casi literalmente al Hundimiento del RMS Titanic. La tarde del 24 de marzo de 1915, Robertson fue encontrado muerto en el cuarto de un hotel en Atlantic City. La causa de la muerte fue una enfermedad cardíaca.

## Biografía
Era hijo de Andrew Robertson, un capitán de barco en los Grandes Lagos, y de Amelia (Glassford) Robertson. Morgan fue al mar siendo niño y estuvo en el servicio mercante desde 1866 hasta 1877, llegando a ser primer oficial. Tras dejar la vida en el mar, estudió fabricación de joyas en la Cooper Unión en Nueva York y trabajó a lo largo de 10 años con los diamantes. Pero este trabajo perjudicaba su visión, por lo que empezó a dedicarse a la literatura. Escribió historias marinas y publicó su trabajo en populares revistas, como MaClure's y Saturday Evening Post. Robertson nunca obtuvo mucho dinero por sus escritos, cosa que le amargaba profundamente. 

## Carrera como escritor
A pesar de eso, al inicio de la década de 1890, encontró apoyo como escritor y participó, en compañía de artistas y escritores, en el pequeño círculo de la bohemia en Nueva York. 

### Futilidad o el naufragio del Titán
Popularmente es conocido como el autor de una novela corta de 1898 titulada Futility, or the Wreck of the Titan, en la cual un transatlántico llamado SS Titán se hunde en las aguas del océano Atlántico al chocar con un iceberg en su viaje inaugural. El Titán se parece de manera desconcertante al famoso transatlántico inglés RMS Titanic, al que describe de manera casi idéntica: coincide en el peso, longitud y capacidad de pasajeros; es el buque insignia y el orgullo de la naviera a la que pertenece; es insumergible y posee la más avanzada tecnología de su tiempo. Robertson también menciona que el Titán es un buque con exceso de lujos para pasajeros millonarios , que tiene una cantidad insuficiente de botes salvavidas, al igual que el Titanic y que su capitán es un oficial experimentado. Lo que hace a todo esto asombroso es que el libro fue escrito 14 años antes del hundimiento del Titanic, y Robertson falleció tres años después del suceso. Algunos creen que se trata de una mera casualidad, pero otros sostienen que el autor escribió el libro como predicción de lo que sucedería años después.

### Otros trabajos
En 1905, Robertson publicó The Submarine Destroyer (El submarino destructor). En esta novela describe un submarino que utiliza un dispositivo llamado periscopio. Más tarde Robertson fue aclamado como el "inventor" de un prototipo de periscopio diseñado por él, que llegó a patentar, pero Simon Lake y Harold Grubb habían perfeccionado un modelo utilizado por la Marina de los Estados Unidos en 1902, tres años antes de que apareciera en la novela de Robertson.
En 1914, en un volumen que también contenía una nueva versión de Futility Robertson incluyó una historia corta llamada Beyond the Spectrum (Bajo el espectro), en la que describe una futura guerra entre Estados Unidos y el Imperio del Japón, una ficción popular en esos años. En esta ficción, Japón nunca declara la guerra pero lleva a cabo ataques furtivos a los barcos de Estados Unidos en rutas hacia Filipinas y Hawái. Japón intenta invadir el territorio estadounidense con un sorpresivo ataque en San Francisco, que es frustrado por la intervención del héroe. Éste utiliza un arma, a la que hace referencia el título de la novela, que había sido capturada a un buque japonés: se trata de un rayo de luz ultravioleta, inventado por los estadounidenses, que los japoneses utilizan para cegar a las tripulaciones estadounidenses. 
Pero la historia presenta llamativas coincidencias con el episodio histórico de la Segunda Guerra Mundial del ataque a Pearl Harbor en las islas Hawái: se describe un ataque con máquinas voladoras (cuando la aviación estaba entonces en pañales), sin declaración de guerra, con bombas brillantes que caen del cielo, y sitúa el ataque en la mañana de un domingo de diciembre. El ataque a Pearl Harbor se produjo 27 años después de la publicación del libro.  
Robertson es también el autor de Primordial. Three Laws and the Golden Rule (Primordial. Tres leyes y la ruleta dorada), una novela acerca de niños que naufragan en una isla desierta perdida en el Pacífico, crecen juntos y se enamoran. Admiradores de Edgar Rice Burroughs han reconocido que Robertson contribuyó a los trabajos de Henry De Vere Stacpoole, particularmente en Blue Lagoon (Laguna Azul), que en la década de 1980 sería llevada al cine con los actores Christopher Atkins y Brooke Shields. Los admiradores creen que los escritos, tanto de Robertson como de Stacpoole, influyeron en Burroughs en la creación de Tarzan of the Apes (Tarzán de los monos).

## Fallecimiento
El 24 de marzo de 1915, Robertson fue encontrado muerto en su habitación, en el hotel Alamac en Atlantic City, Nueva Jersey, a la edad de 53 años. Se creyó que la causa de la muerte pudo haber sido una sobredosis de paraldehído protiodide (yoduro de mercurio(II), utilizado para el tiroides y el reumatismo. Más tarde se determinó como causa de la muerte una enfermedad cardíaca.

## Historias y trabajos
- Sinful Peck, Novel: Publisher: Harper&Brothers, New York - London 1903
- Spun-Yarn: Sea Stories: Anthology, Publisher: Harper&Brothers, New York - London 1898
- The Slumber of a Soul: A Tale of a Mate and Cook
- The Survival of the Fittest
- A Creature of Circumstance
- The Derelict "Neptune"
- Honor Among Thieves
- Over the Border, Anthology: Puiblisher: McCluré's Magazine and Metropolitan Magazine
- The Last Battleship
- Absolute Zero
- Over the Border
- The Fire Worshiper
- The Baby
- The Grinding of the Mills
- The Equation
- The Twins
- The Brothers
- Kimset
- The Mate of His Soul
- The Voices
- The Sleep Walker
- Shipmates. Anthology, Publisher: D. Appleton and Company, New York 1901
- The Nuisance
- The Devil an His Due
- Polarity: A Tale of Two Brunettes
- A Tale of a Pigtail
- The Man at the Wheel
- The Day of the Dog
- At the End of the Man-rope
- A Fall From Grace
- The Dutch Port Watch
- On the Forecastle Deck
- Land Ho!, Anthology; Publisher: New York, London, Harper & Brothers 1896-1905 containint:
- The Dollar
- The Ship-Owner
- The Wave
- The Cook and the Captain
- The Line of Least Resistance
- The Lobster
- On Board The “Athol”
- The Magnetized Man
- The Mistake
- The Submarine Destroyer
- The Dancer
- On the Rio Grande
- Where Angels Fear to Tread and Other Stories of the Sea, anthology published 1899, The Century Co., containing:
- Where angels fear to tread
- The brain of the battle-ship
- The wigwag message
- The trade-wind
- Salvage
- Between the Millstones
- The Battle of the Monsters
- From the royal-yard down
- Needs must when the devil drives
- When Greek meets Greek
- Primordial
- Masters of Men, published 1901, Curtis Publishing Co.
- Book I - The Age of Stone
- Book II - The Age of Iron
- Book III - Barbarism
- Book IV - Civilization
- Futility, or the Wreck of the Titan (In 1912 Futility was renamed The Wreck of the Titan.) containing:
- The wreck of the Titan, 1898
- The Pirates
- Beyond the Spectrum
- In the Valley of the Shadow
- Down to the Sea, published 1905, Harper and Brothers, containing:
- The Closing of the Circuit
- A Cow, Two Men, and a Parson
- The Rivals
- A Chemical Comedy
- A Hero Of The Cloth
- The Subconscious Finnegan
- The Torpedo
- The Submarine
- Fifty Fathoms Down
- The Enemies
- The Vitality of Dennis
- The Helix
- The Shark
- The Mutiny
- The Grain Ship, anthology published 1914, McKinley, Stone and Mackenzie, NY, containing:
- The Grain Ship
- From the Darkness and the Depths
- Noah's Ark
- The Finishing Touch
- The Rock
- The Argonauts
- The Married Man
- The Triple Alliance
- Shovels and Bricks
- Extracts from Noah's Logs
- Three Laws and the Golden Rule containing:
- The Three Laws and the Golden Rule
- The Americans
- Dignity
- The Honeymoon Ship
- The Third Mate
- Through the Deadlight
- The Hairy Devil
- The Slumber of a Soul
- Honor Among Thieves
- The Survival of the Fittest
- A Creature of Circumstance